# ポンテ・ニッツァ
ポンテ・ニッツァ（伊: Ponte Nizza）は、イタリア共和国ロンバルディア州パヴィーア県にある、人口約800人の基礎自治体（コムーネ）。

## 地理

### 位置・広がり

#### 隣接コムーネ
以下のコムーネと隣接し、括弧内のALはアレッサンドリア県所属を示す。
- バニャーリア
- チェーチマ
- ゴディアスコ・サリーチェ・テルメ
- グレミアスコ (AL)
- モンテセーガレ
- ヴァル・ディ・ニッツァ
- ヴァルツィ

## 行政

### 分離集落
ポンテ・ニッツァには、以下の分離集落（フラツィオーネ）がある。
- Abbadia Sant'Alberto[2]
- Due Camini
- Carmelo
- Casa Minchino
- Casa Selvino
- Lumello
- Moglie
- Molino del Conte
- Panzini
- Pizzocorno[2]
- Prendomino
- Risaia
- San Ponzo Semola[2]
- Vignola

## 関連資料
- Donati, Nicolò (2014-08-22) "Guardamonte, scavo e valorizzazione di un sito d’altura tra Piemonte e Lombardia." LANX. Rivista della Scuola di Specializzazione in Archeologia,  Università degli Studi di Milano, pp.32–39 （イタリア語） doi:10.13130/2035-4797/4267　イタリア考古学会の調査に基づく論文。グレミアスコ、チェーチマ、ポンテ・ニッツァの高地の自治体には、壁に囲まれた先史時代の集落の遺跡がある。新石器時代中期から古代ローマ初期（紀元前6世紀から3世紀）にわたり断続的に人々が暮らした。